# 2i Rete Gas
2i Rete Gas S.p.A. è stato un operatore italiano presente nel campo della distribuzione di gas naturale.
La società, era nata nel 2009 ed era attiva in più di 2.220 comuni d’Italia. È stata acquista del gruppo Italgas ad aprile 2025 ed è stata incorporata Italgas Reti il 1 luglio 2025.

## Storia
Nel 2009 Enel, al fine di reperire risorse per ridurre il proprio indebitamento, decide di cedere l'80% di Enel Rete Gas a F2i Reti Italia S.r.l. (75% da F2i e per il 25% da AXA Private Equity, per 515.7 milioni di euro).
Sotto la nuova proprietà, la società, nel 2011, rileva i network di distribuzione italiani di E.ON e di Gdf Suez. Nel 2013 Enel Distribuzione esce definitivamente dalla società, incassando altri 200 milioni di euro.
La società, nel 2014, viene ridenominata 2i Rete Gas S.p.A..
Nell'ottobre 2017, ha firmato un accordo di acquisto del 100% di Nedgia e di Gas Natural Italia con la spagnola Gas Natural Fenosa per 727 milioni di euro, rafforzando la propria presenza nel Centro e Sud Italia, dove il gruppo aveva una presenza marginale.
A fine 2021, la società ha integrato la rete di distribuzione del gas in Italia di Edison S.p.A. del gruppo EDF (Infrastrutture Distribuzione Gas S.p.A.).
Il 5 Ottobre 2024, il Gruppo Italgas annuncia l'acquisizione di 2iReteGas, che viene completata il 1 Aprile 2025. Italgas Reti, primo operatore Italiano nel settore della distribuzione del gas, acquisisce il 99,94% del capitale sociale di 2i Rete Gas S.p.A. dai venditori F2i SGR S.p.A. e Finavias S.a r.l.. Dal 1 Luglio 2025 la società è stata incorporata in Italgas Reti.

## Bilancio 2023
2i Rete Gas ha chiuso il 2023 con 816,1 milioni di euro di ricavi, Ebitda a 547,4 milioni, Ebit sui 318,8 milioni e 182,1 milioni di utili (dati al netto degli effetti dell'IFRIC 12). Circa 5,3 miliardi di metri cubi di gas distribuiti lungo circa 72.000 km di rete. Ha 2.177 dipendenti.
La società opera su tutto il territorio nazionale in regime di concessione. Il valore delle concessioni possedute, al lordo dei contributi, è pari a 4,35 miliardi ed è la voce più cospicua dell'attivo dello stato patrimoniale.

## Fonti
- Bilancio Enel al 31.12.2001[collegamento interrotto]